# Модхейм
Мо́дхейм (англ. Maudheim) — первая стационарная антарктическая станция на шельфовом леднике Модхейм на территории Земли Королевы Мод (Восточная Антарктида).
Станция Модхейм работала в период с 1949 по 1952 год. Организована совместной Норвежско-британско-шведской экспедицией.